# تپه قلعه رباط آغاج
تپه قلعه رباط آغاج مربوط به سده‌های میانه دوران‌های تاریخی پس از اسلام است و در شهرستان خمین، بخش مرکزی، دهستان حمزه لو، روستای رباط آغاج واقع شده و این اثر در تاریخ ۲۰ اسفند ۱۳۸۵ با شمارهٔ ثبت ۱۸۰۴۰ به‌عنوان یکی از آثار ملی ایران به ثبت رسیده‌است.